# Raphael Pils
Raphael Pils (29 de julio de 1994) es un deportista alemán que compite en ciclismo en la modalidad de trials, ganador de una medalla de bronce en el Campeonato Mundial de Ciclismo de Montaña de 2014.

## Palmarés internacional
| Campeonato Mundial | Campeonato Mundial             | Campeonato Mundial | Campeonato Mundial |
| Año                | Lugar                          | Medalla            | Competición        |
| ------------------ | ------------------------------ | ------------------ | ------------------ |
| 2014               | Hafjell/Lillehammer ( Noruega) | Medalla de bronce  | Trials 20″         |